# Zgornja Radovna
Zgornja Radovna je naselje u slovenskoj Općini Kranjskoj Gori. Zgornja Radovna se nalazi u pokrajini Gorenjskoj i statističkoj regiji Gorenjskoj. 

## Stanovništvo
Prema popisu stanovništva iz 2002. godine naselje je imalo 67 stanovnika.